# 하프앤하프
하프앤하프는 대한민국의 음악 그룹이다. 2024년 싱글 [TOGETHER]로 데뷔했다.

## 음반
- TOGETHER (2024)